# Politikens filmjournal 088
Politikens filmjournal 088 er en dansk dokumentarisk optagelse fra 1951.

## Handling
1) Frankrig: Schuman-planen underskrives af udenrigsministre fra Holland, Belgien, Luxemburg, Italien, Vesttyskland og Frankrig. Planen skal sammenslutte kul- og stålindustrien i de 6 lande og var startskuddet til det senere EU.

2) USA: Ni tvillingepar i samme amerikanske militærafdeling.

3) Pokalfinale i fodbold mellem AB og B93.

4) USA: General MacArthur hjemkomst efter at være blevet afskediget af præsident Truman. Modtages til stor hyldest i Californien. I Washington taler han for Kongressen. Han udnævnes til æresborger i New York.